# مارك هانلون
مارك هانلون (بالإنجليزية: Mark Hanlon)‏ هو كاتب سيناريو ومخرج أمريكي، ولد في 1950.

## وصلات خارجية
- مارك هانلون على موقع IMDb (الإنجليزية)
- مارك هانلون على موقع ألو سيني (الفرنسية)
- مارك هانلون على موقع أول موفي (الإنجليزية)
- مارك هانلون على موقع قاعدة بيانات الأفلام السويدية (السويدية)
- مارك هانلون على موقع قاعدة بيانات الفيلم (الإنجليزية)
- مارك هانلون على موقع كينوبويسك (الروسية)